# 火星極冠
火星有兩個永久性的極冠。在極區的冬天，極冠沉浸在持續的黑暗中，使得表面冷卻，並導致大氣中25－30%的二氧化碳凝華在表面成為板狀的固態二氧化碳（乾冰）。當極區再次曝露在陽光下，冰凍的CO2會昇華 。這種季節性的行動運輸大量的塵埃和水蒸氣，產生類似地球的霜凍和巨大的卷雲。機會號在2004年曾經拍攝到水冰的雲。
兩極的冠主要由水冰組成。北半球的冬季，冰凍的二氧化碳積累為一米厚的薄層（相對於南極）；南極冠有厚約八米的永久乾冰蓋。在火星北半球的夏季，北極冠的直徑約為1,000公里，並且包含大約160萬里立方公里的冰，如果均勻的分佈在極冠將有2公里厚（相較之下，地球的格陵蘭冰原體積是285萬立方公里）。南極冠的直徑為350公里，厚度約為3公里。 估計南極冠和相鄰層狀沉積的冰總體積也在160萬立方公里。兩極的冠都顯現螺旋結構，最近火星勘測軌道飛行器使用SHARAD的雷達穿透冠的分析顯示，螺旋是由於科氏效應的沉降氣流造成的。
南極冠附近一些地區的季節性結霜導致地面形成1米厚的乾冰板。隨著春天的來臨，陽光溫暖了地下和來自下方的CO2昇華的壓力，抬高乾冰板並最終導致破裂。這導致火星間歇泉的噴發，並造成CO2氣體與暗色的玄武岩沙子或塵埃的混合。這個過程是快速的，在幾天、幾周或數月的觀察，就會發現這不尋常變化率的地質學  －特別是在火星。氣體在衝向間歇泉的地方，會在冰層下雕刻出一種類似蜘蛛狀的徑向通道。

## 結冰的大氣層
基於16年來對圍繞火星周圍太空船軌道微小變化的研究，當一個半球經歷冬天時，大約有3兆到4兆噸的二氧化碳凍結到北極和南極冠。這代表火星大氣層的整體質量有12%到16%被凍結。這些觀測支援2010年的火星全球參考大氣層模型（Mars Global Reference Atmospheric Model—2010）。

## 層
兩極的冠都顯示了層狀特徵，稱為極層沉積，這是由於季節性融化和沉積的冰，以及來自火星沙塵暴的塵埃造成的。關於火星過去氣候的資訊可能最終會在這些層中顯露出來，就像在地球上所做的樹木年輪模式和冰核資料一樣。兩極的冠也顯示溝槽特徵，可能是由風流模式造成。溝槽也會受到灰塵量的影響。塵埃越多，表面的顏色越暗。越暗的表面，融解的也越快。黑暗的表面會吸收越多的能量。還有一些其它的理論試圖解釋巨大的溝槽。
在HiWish計畫下，由HiRISE觀察到的冠層

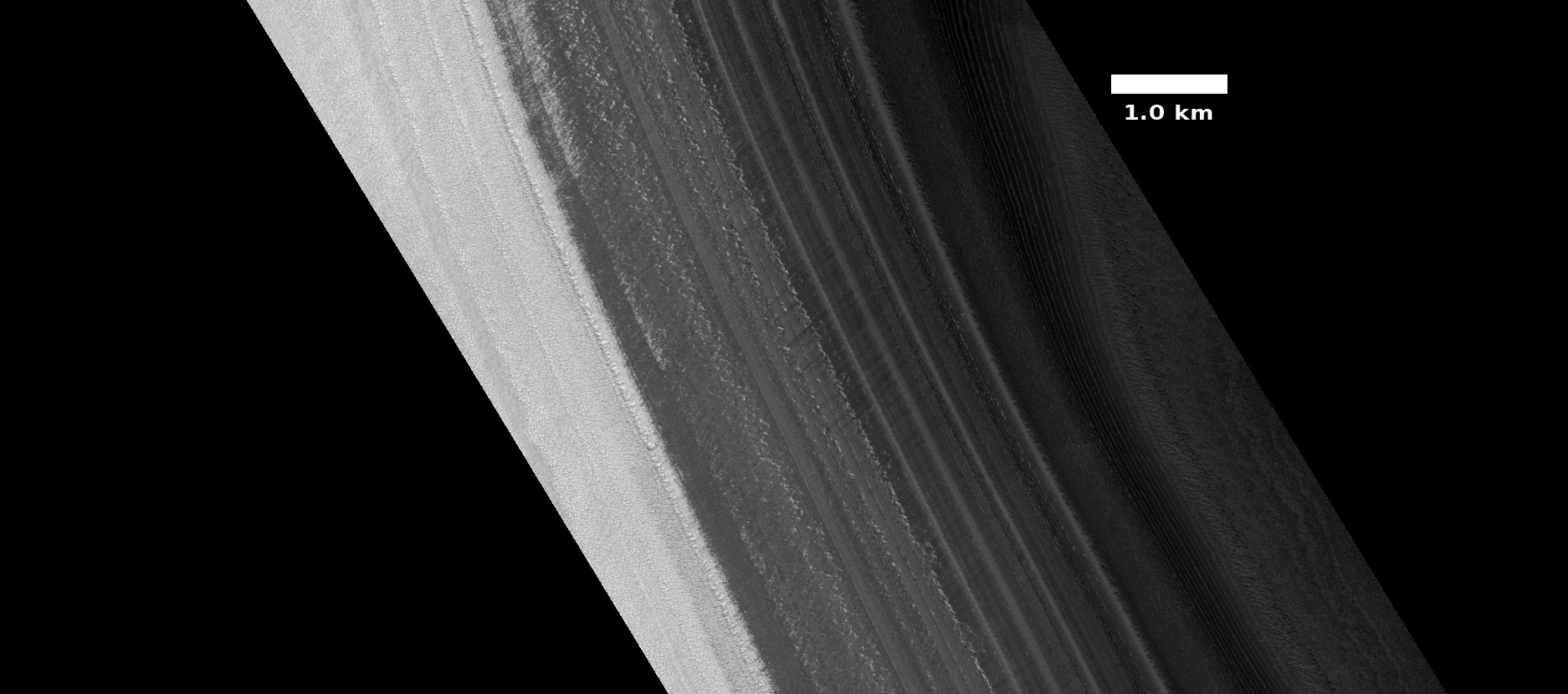
顯露的層。
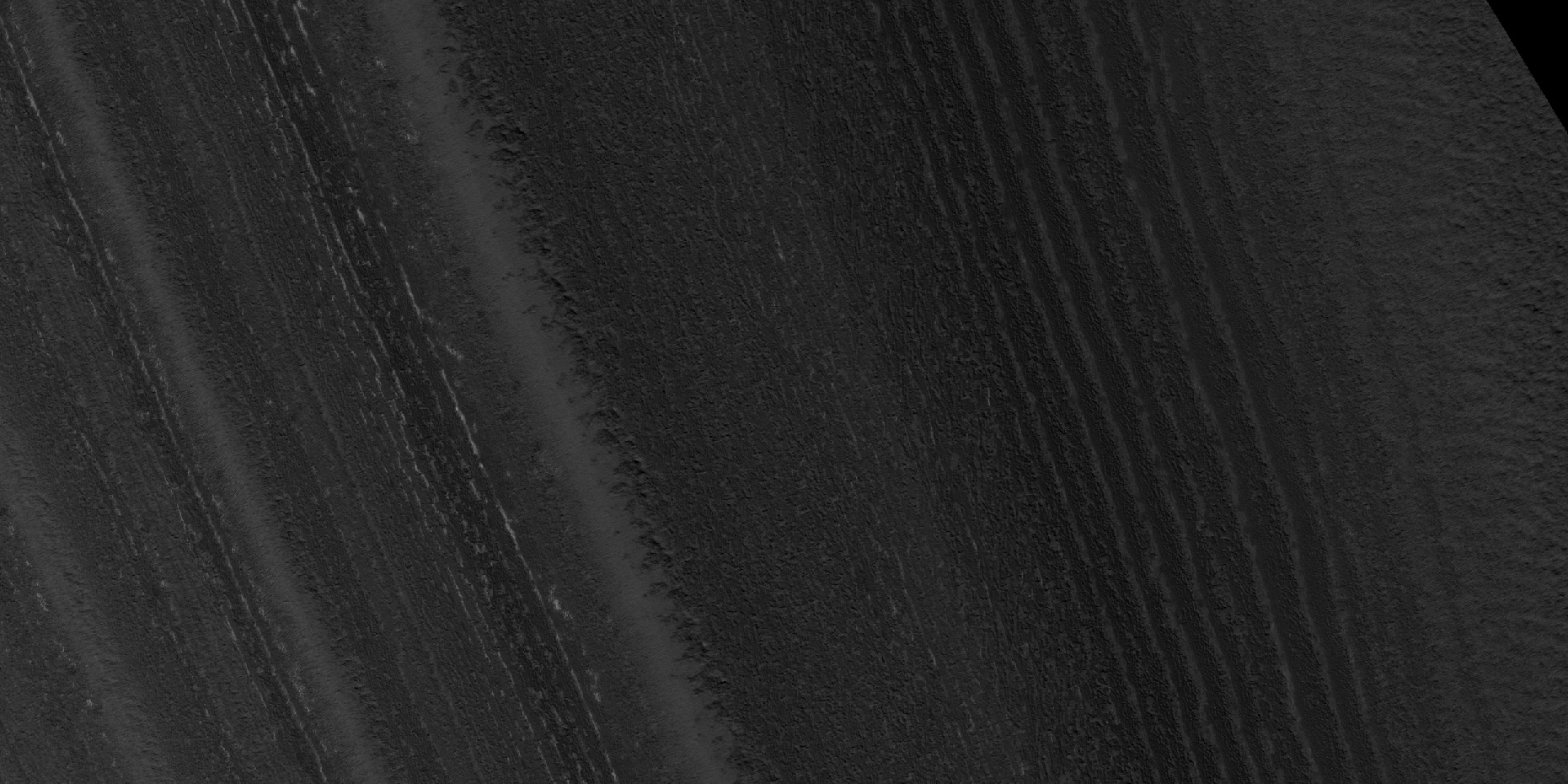
近看的顯露層。
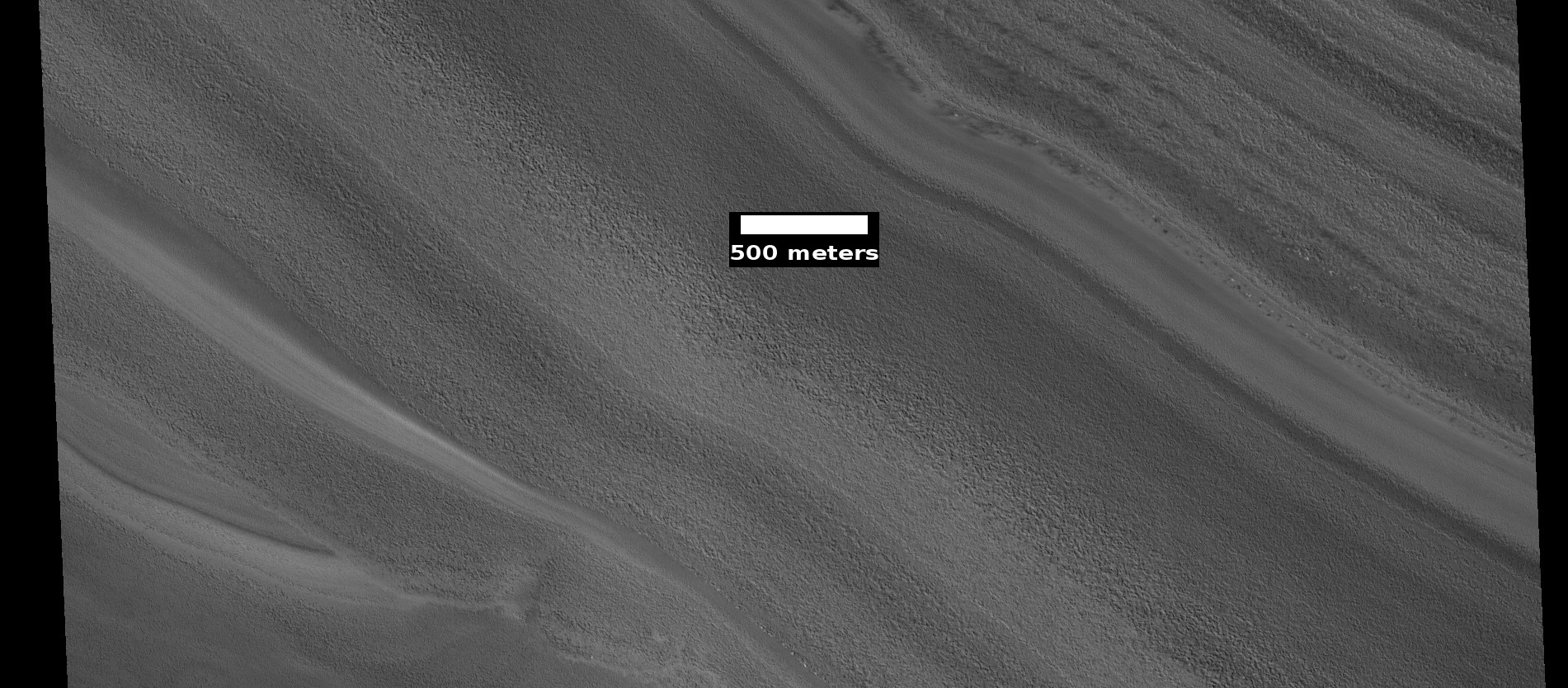
沿著北極冠邊緣可見的層。
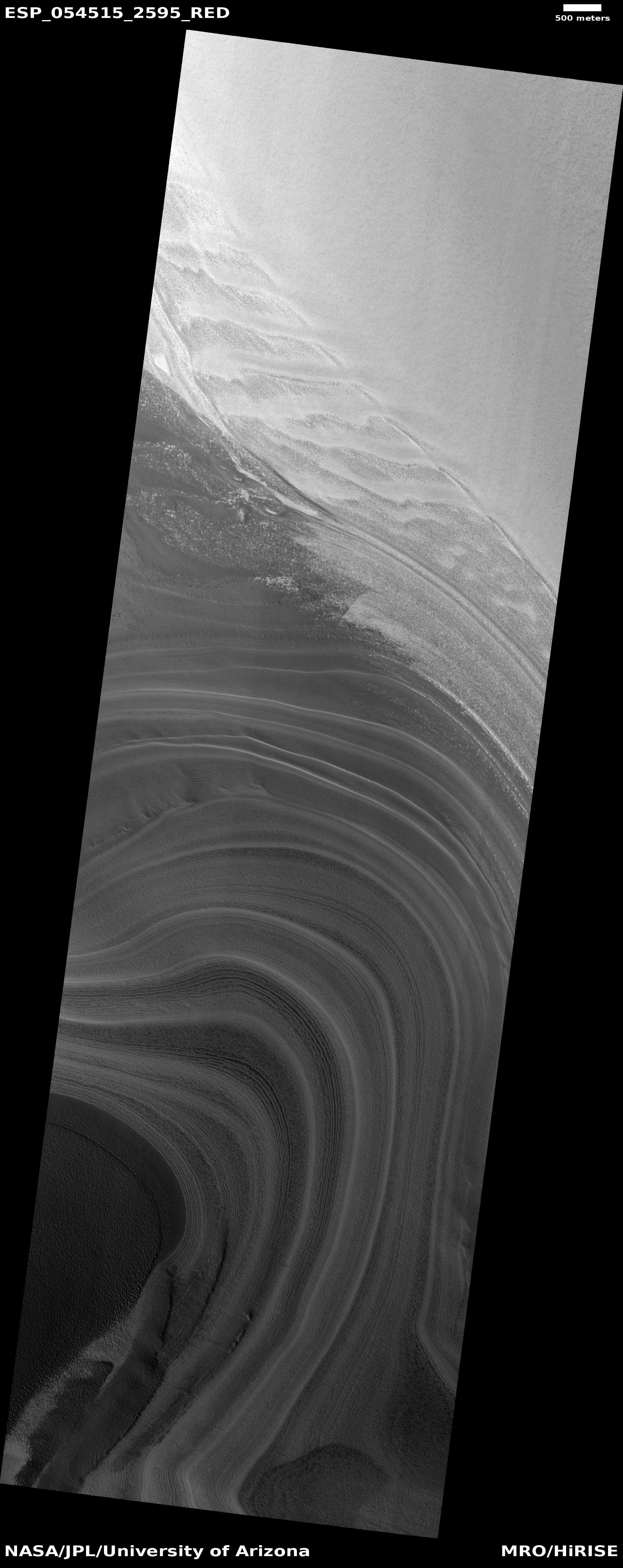
在HiWish（英语：HiWish）計畫下，由高解析度成像科學設備（HiRISE）觀察到的北極冠層
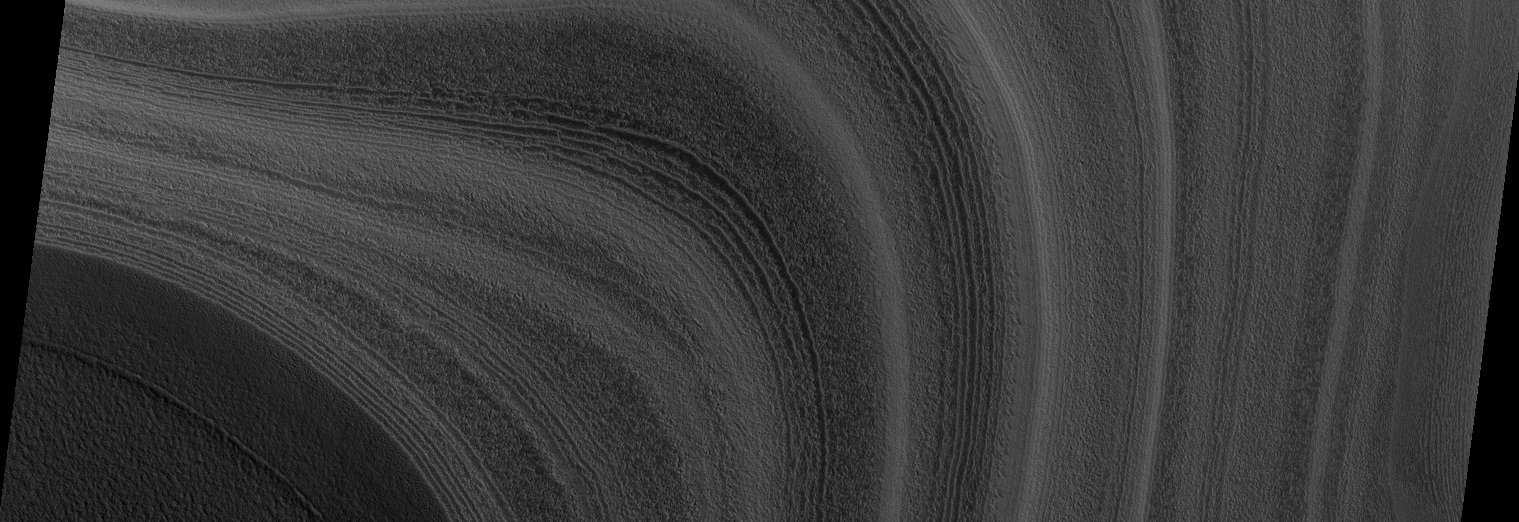
在HiWish計畫下，近看由高解析度成像科學設備觀察到的北極冠層

## 北極冠
北極冰冠的大部分是水冰，還有一個季節性的乾冰板，固態的二氧化碳。每個冬天，冰蓋會增加1.5至2米厚度的乾冰。在夏天，乾冰昇華（直接從固體成為氣體）進入大氣層。火星因為自轉軸的傾斜角度接近我們的地球（火星為25.19°，地球為23.44°），所以與地球有相似的季節。
在火星的每一年，稀薄大氣層的二氧化碳（CO2）有三分之一會在"凍結"北半球和南半球冬季的冰冠上。科學家甚至由二氧化碳的流動，測量到火星引力場微小的變化。
北極的冰冠海拔（底部在約500米，頂端約在2,000米）較南極冰冠（底部在約1,000米，頂端約在3,500米）低。北極冠也比較溫暖，所以冰凍的二氧化碳在每個夏天都會。在夏天保留下來的這一部份冰冠是由北冰組成的，被稱為北殘冠。水冰的厚度被認為高達3公里。較薄的季節性冰冠在夏末到初秋會形成各種的雲。雲層下沉降落，使冰冠增厚，被稱為極帽（polar hood）。北極冠的極帽在極軸附近是對稱的，並且在表面分布至大約北緯60度處。NASA的火星全球探勘者號的高解析影像顯示，北極冠頂主要是由坑（凹地，pits）、裂縫、小隆起和球型突出物，使它的外觀像是山寨的乳酪。坑在南極冠非常的不同，在空間上與完全不同的沉積物緊密結合在一起。
兩個極冠都顯示季節性融化和沉積的冰和火星塵暴的沙塵造成的分層特徵。這些極區的層狀沉積位於永久極冠之下。關於火星過去氣候的資訊可能最終會在這些層中顯露出來，就像地球上樹木的年輪和冰核資料一樣。兩個極冠也都顯示溝槽的特徵，可能是由風流模式和太陽角度引起的，已經有好幾種理論提出企圖來解釋。溝槽也會受到灰塵量的影響。塵埃越多，表面的顏色越暗。越暗的表面，融解的也越快。黑暗的表面會吸收更多的光能。一個巨大的峽谷，北極峽谷，切進北極冠的一半。它的寬度大約100公里，深約2公里，比地球的大峽谷更深。

## 大氣環境
火星平均氣壓為6.1百帕（約等於二氧化碳分壓），此時二氧化碳的昇華點是148K。夏季，北極冠表面溫度可達205K，足夠使冬季形成的乾冰全部昇華，再加上測得夏季時極冠上方大氣所含的水氣已達飽和，推論出北極永久極冠是由水冰組成；相比之下，南極冠夏季表面溫度低於二氧化碳昇華點，故南極永久極冠除了主要的水冰，其上還有一層乾冰。

## 季節變化
南極的季節性極冠約在南半球秋分開始擴張，冬至附近時擴張最大，約到南緯40度，尤其在阿爾及爾平原與希臘平原地勢低氣壓高的緣故，可穩定存在於更低的緯度。過冬至極冠漸漸回退，春分時已退到南緯60度。

## 兩極高原
在表層冰之下，整個北極高原（Planum Boreum）與南極高原（Planum Australe）幾乎是水冰與沙互層的構造，稱為極地層狀沉積（polar layered deposits），再下面則是原本的地殼，可稱為基底層（basal unit）。

## 探測與研究
伊卡洛斯196期特刊中，從2006年第四屆火星極地科學暨探索會議（Mars Polar Science and Exploration Conference）歸納出下列五項重要的疑問：
1. 極地層狀沉積（PLD）的物理特性是如何？與周圍各個地質單位的關係是如何？
2. PLD何時形成？相關的冰河、河流、沉積與侵蝕歷史是如何？
3. PLD的質量與能量收支是如何？由哪些機制控制，從季節或更長時間尺度來看？
4. PLD的層理記錄著的成份變動、氣候變化歷史是如何？
5. 揮發物與沙塵是如何來往於極地與非極地儲存庫？這過程如何影響過去與現在地表與地下冰的分布？